# Hongo fungícola
Los hongos fungícolas o micoparásitos son aquellos que se desarrollan utilizando otro hongo como sustrato o para nutrirse a partir de células vegetativas como hifas o micelios.

## Tipos de hongos fungícolas
Existen dos tipos de hongos fungícolas:
- Biotrofos: que son aquellos que viven en relación con su hospedero sin causarle daño alguno y lo hace a través de una estructura llamada haustorio; que es un extremo de la hifa del hongo fungícola que penetra en su hospedero para cumplir con el objetivo de nutrirse.
- Necrotrofo: que son aquellos hongos que matan a las células vivas de su hospedero causándole deficiencia en la producción de esporas, putrefacción en las hifas y en otras partes filamentosas de los hongos e incluso la muerte y esto lo hacen a partir de secreción de ciertas enzimas o toxinas que pueden degradar la pared hifal de su hospedero; estos hongos tienen dos fases, la primera es la fase de parásito facultativo que la llevan a cabo en las primeras etapas de su parasitismo y ocurre cuando estos penetran la pared hifal, la segunda fase es como saprobio que le permite seguir nutriéndose a partir de las células muertas de su hospedero y esta ocurre cuando el hospedero ha muerto.[1]

## Aspectos ecológicos del micoparasitismo
- Biocontrol: Tiene poco valor como control biológico ya que el parásito depende de sus hospedero para su desarrollo continuo y los efectos muchas veces son imperceptibles, pero debido a que pueden provocar grandes pérdidas económicas como ser usado como mecanismo para biocontrol en hongos fitopatógenos
- Asociación con royas (Uredinales): Se conoce que esta asociación se da con el mismo mecanismo que los hongos necrotróficos ya que el hongo fungícola penetra de forma invasiva las esporas que se encuentran asociadas a las pústulas de las royas a las que les causa la muerte y así la roya deje de seguir atacando a su hospedero, en este caso suelen ser hojas o tallos de plantas y árboles.

- Patógenos de otros hongos: este aspecto es muy importante ya que muchos hongos fungícolas pueden causar pérdidas económicas debido a que son capaces de modificar la morfología de otros hongos que tienen importancia en el mercado como lo es Verticillium fungícola que le causa la enfermedad de la “mole seca” o  verticiliosis en el basidiomicete Agaricus bisporus  que es un hongo cultivado por ser comestible.[2]

## Aislamiento en laboratorio
Estos hongos son aislados normalmente en su ambiente natural como lo es el suelo donde se desarrollan, se incuban a 25 °C en una pequeña cantidad en miligramos de agar y una muestra del suelo donde fueron encontrados. Algunas veces su aislamiento es específico y más cuando se trata de hongos necrotróficos ya que estos tienen condiciones particulares debido a las enzimas que secretan para penetrar al hospedero, muchas veces se utiliza para su aislamiento una combinación de antibióticos, agentes inhibidores o ciertos fungicidas que son agregados al agar donde se pretende aislar. Algunos medios selectivos son utilizados para estudiar a los hongos antagonistas que se desarrollan en sustratos naturales.